# Presidentvalet i USA 1792
Presidentvalet i USA 1792 var det andra valet till presidentposten i nationens historia. Det hölls mellan 7 november och 5 december 1792. Sittande president George Washington valdes enhälligt av elektorskollegiet medan sittande vicepresident John Adams omvaldes med stöd från mer än hälften av elektorskollegiet.
Presidentvalet var det första presidentvalet där politiska partier deltog i valarbetet. I huvudsak hade två politiska partier utkristalliserats. Federalistiska partiet kännetecknades av att vilja stärka den federala makten medan anti-federalisterna hade skapat det Demokratisk-republikanska partiet som ville stärka delstaternas makt.
Valet genomfördes utifrån hur konstitutionen såg ut då. Det betydde att varje elektor hade två röster. Den kandidat som fick flest röster valdes till president och den som fick näst flest röster utsågs till vicepresident. Den populära sittande presidenten, George Washington, stöddes av båda partierna. Det gjorde att striden i första hand kom att stå om vicepresidentsposten. Federalisternas främsta kandidat var vicepresident John Adams medan Demokratisk-republikanska partiets främsta kandidat var George Clinton.
I nio av femton delstater utsågs elektorerna av delstatens parlamentariker. I de övriga sex genomfördes olika typer av allmänna val. Av 135 elektorer deltog 132 i omröstningen. Av dessa fick Washington röster från alla elektorer, varför valet till president kan anses enhälligt. Bland övriga kandidater fick John Adams 77 röster och Clinton 50. Ytterligare två kandidater fick röster, Thomas Jefferson som fick fyra elektorsröster från Kentucky och Aaron Burr som fick en elektorsröst från South Carolina.

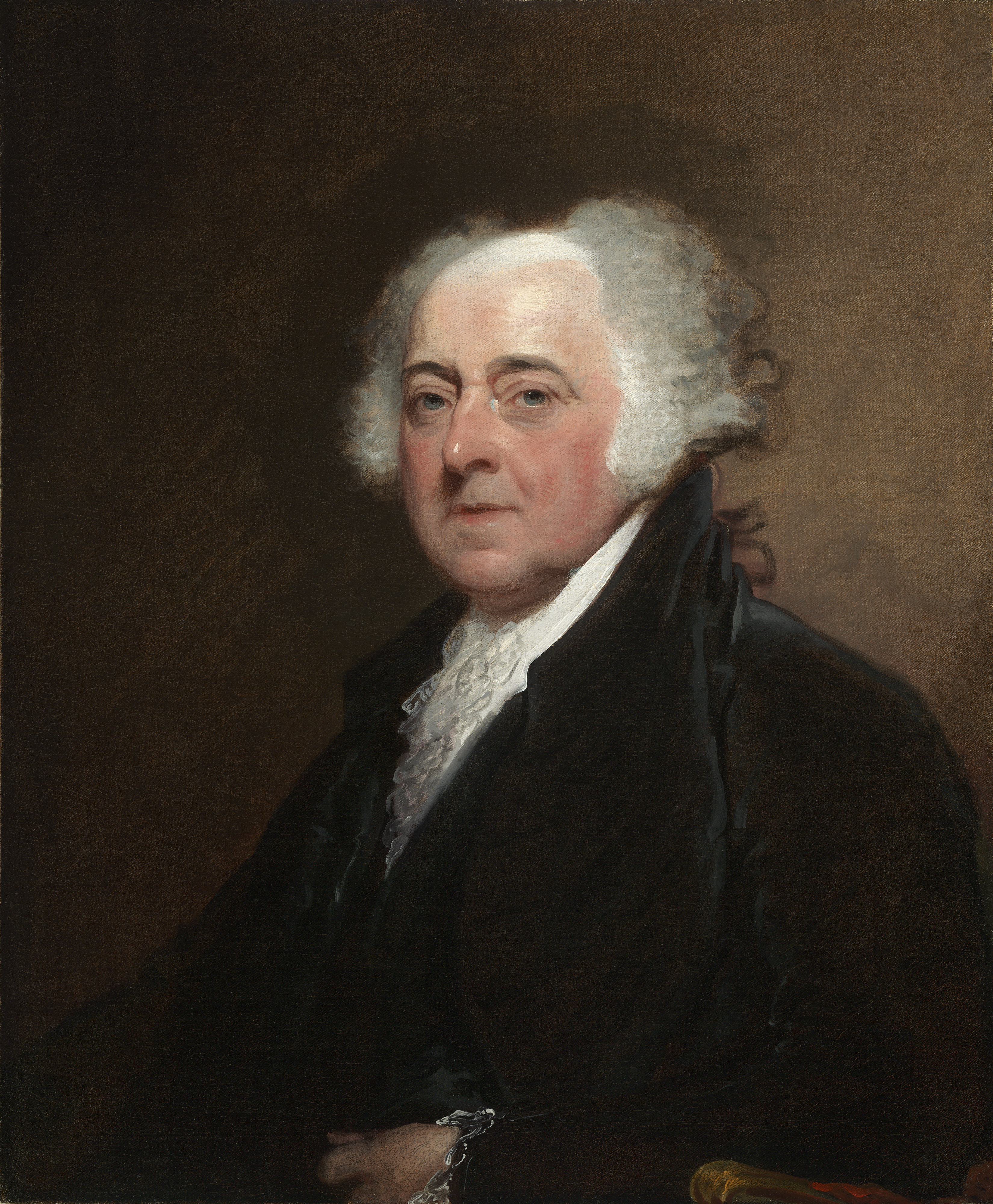
John Adams valdes till vicepresident efter att ha fått näst flest röster av elektorskollegiet.

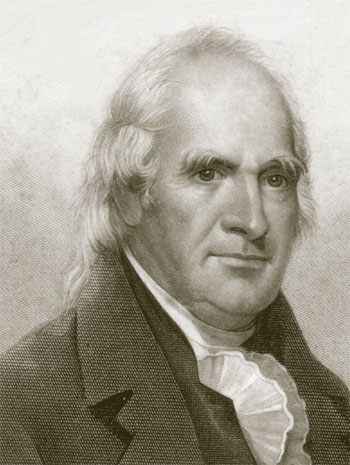
George Clinton kom på tredje plats i omröstningen, men blev vald till vicepresident 1804.

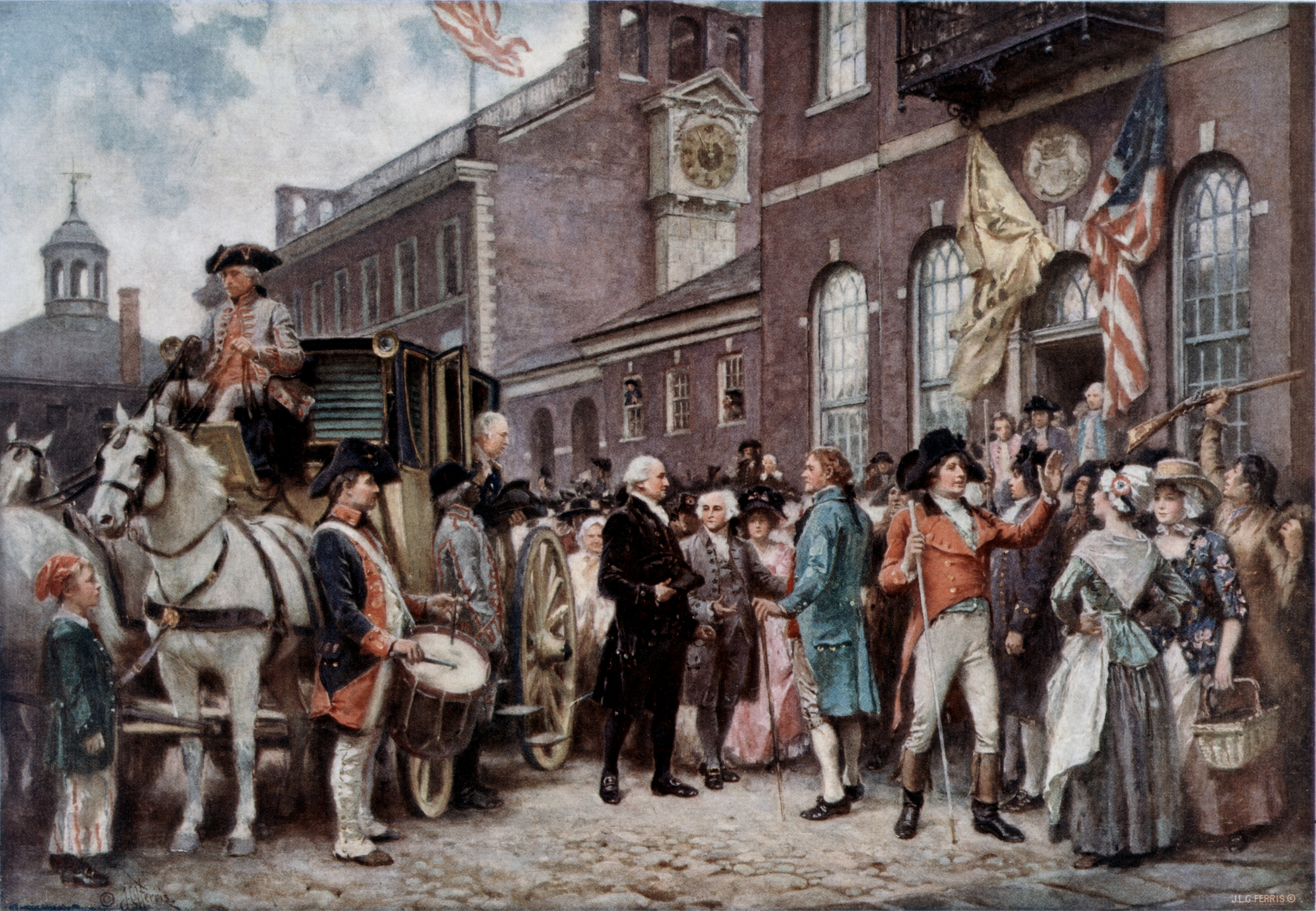
Installationen av George Washington 1793.